# Claritas Rupes
Claritas Rupes é uma escarpa no quadrângulo de Phoenicis Lacus em Marte, localizada a 26° S e 105.4° W.  Possui 924 km de extensão e recebeu o nome de uma formação de albedo a 25º S, 110º W.